# Fouchy
Fouchy (deutsch Grube im Weilertal) ist eine französische Gemeinde mit 636 Einwohnern (Stand 1. Januar 2021) im Département Bas-Rhin in der Region Grand Est (bis 2015 Elsass). Sie gehört zum Arrondissement Sélestat-Erstein und zum Kanton Mutzig.

## Geografie
Fouchy liegt im Tal des Giessen in den  Vogesen, etwa 16 Kilometer nordwestlich von Sélestat. Im Süden reicht das Gemeindegebiet bis an die Grenze zum Département Haut-Rhin. Zu Fouchy gehört der Ortsteil Noirceux.
Nachbargemeinden von Fouchy sind Bassemberg im Nordosten, Breitenau im Osten, Rombach-le-Franc im Süden, Urbeis im Westen sowie Lalaye im Nordwesten.

## Geschichte
Das Dorf erhielt seinen heutigen Namen nach dem Dreißigjährigen Krieg.

## Bevölkerungsentwicklung
| Jahr      | 1962 | 1968 | 1975 | 1982 | 1990 | 1999 | 2006 | 2017 |
| Einwohner | 533  | 486  | 458  | 482  | 509  | 568  | 597  | 656  |

## Sehenswürdigkeiten
- Château de Weyersbourg, ein Schloss, das 1793 erstmals erwähnt wird
- Johanneskirche (Église Saint-Jean-Baptiste)
- Mariahilf-Kapelle (Chapelle Notre-Dame-Auxiliatrice) im Ortsteil Noirceux

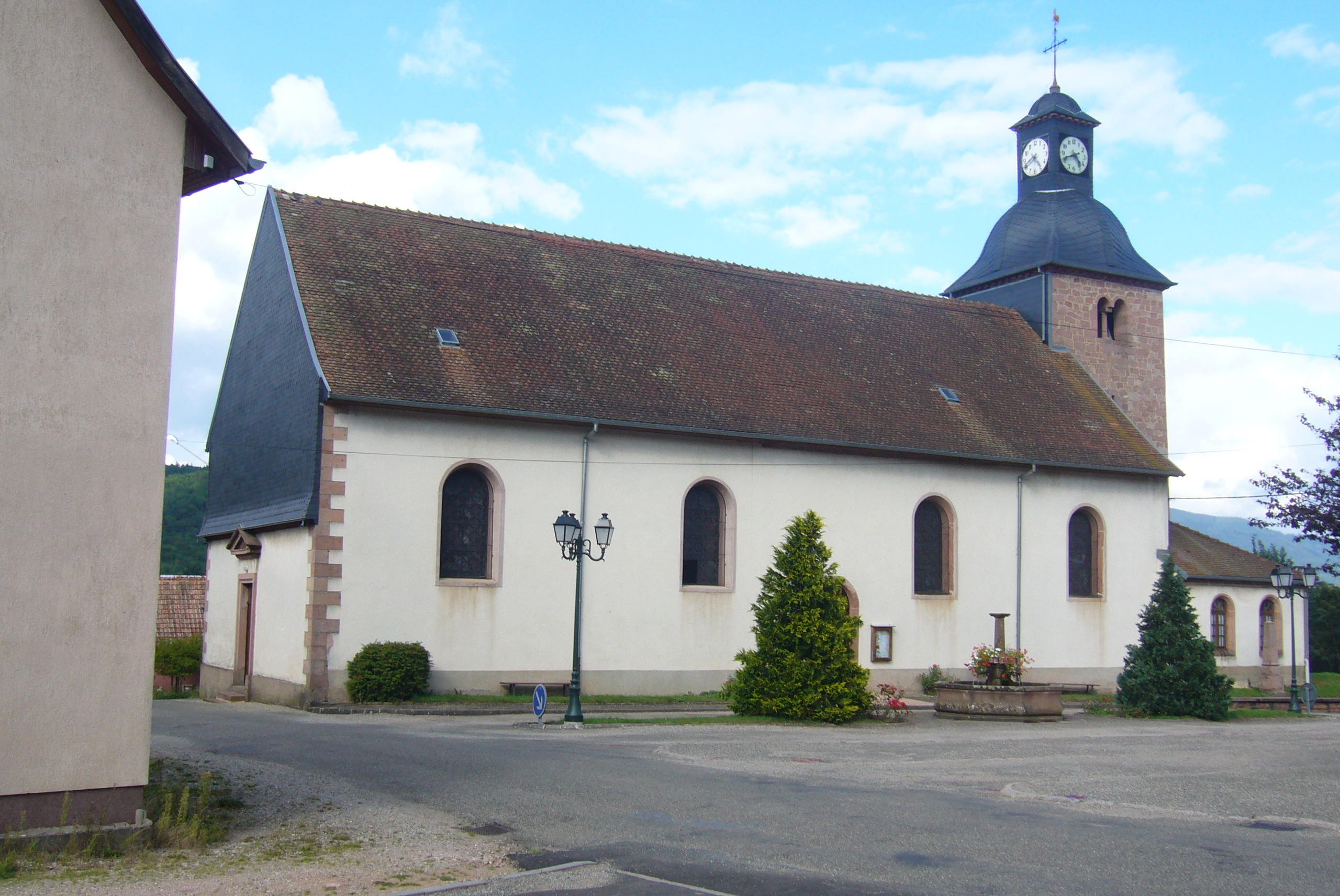
Johanneskirche
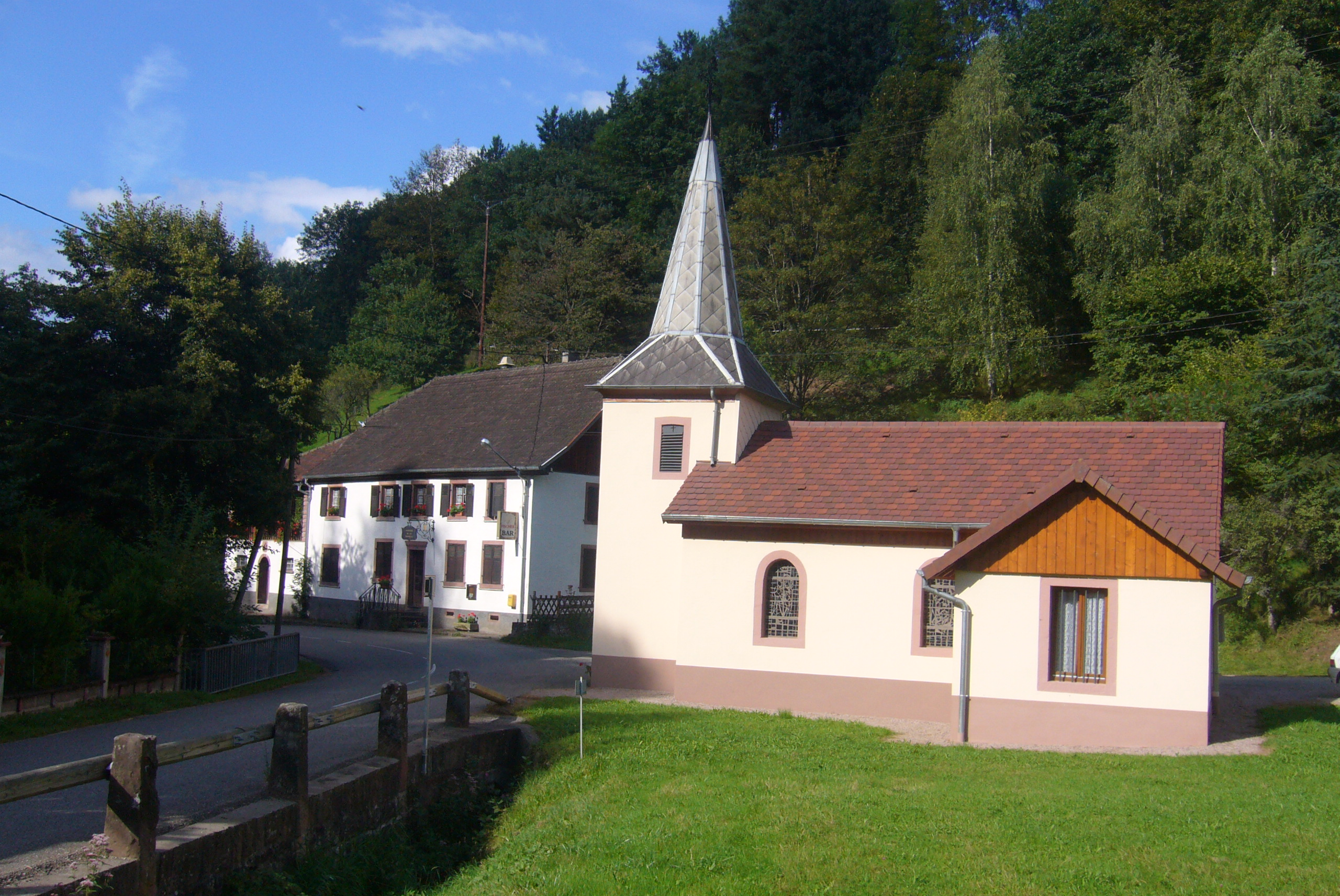
Mariahilf-Kapelle